# Fischer-Chöre
Fischer-Chöre é um grupo de coros oriundos da cidade de Stuttgart, capital do Estado de Baden-Württemberg (Alemanha), conduzidos pelo maestro Gotthilf Fischer e que, ocasionalmente, fazem apresentações em conjunto.

## Histórico

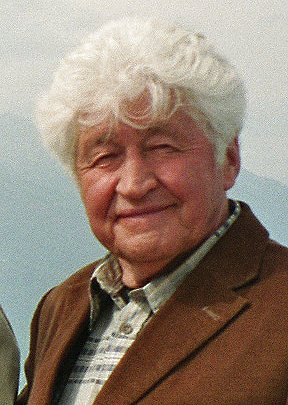
O maestro Gotthilf Fischer, criador do Fischer-Chöre

Montado pela primeira vez em 1969, realizou apresentações em lugares como Roma, Jerusalém e os Estados Unidos, e durante a década de 1970 lançaram vários álbuns. O repertório é composto principalmente de música popular internacional e música erudita (especialmente coros de óperas), cantados em alemão - como texto original ou como versão. Com um coral composto de 1000 vozes, o Fischer-Chöre se apresentou na cerimônia de encerramento da Copa do Mundo de 1974, o que fez com que ficasse conhecido no mundo inteiro. Em 1990, ganhou o seu próprio programa de televisão chamado Strasse der Lieder (Estrada das canções em alemão), no ar até 2008.

## Discografia
LPs/CDs:
- Mit Musik geht alles besser 1975
- Die schönsten Melodien 1975
- Großer Gott, wir loben Dich 1976
- Weihnachten mit den Fischer-Chören 1977
- Opernmelodien, wie wir sie lieben 1979
- Robert Stolz Welterfolge 1980
- Gotthilf Fischer: Das große Jahreskonzert Fischer Chöre 1982
- Freu' dich der Dinge, lebe und singe 1986
- Musik kennt keine Grenzen 1987
- Ein Platz an der Sonne - Lasst uns singen 1987
- Singen ist die Antwort 1987
- Singen ist die Antwort - Album zur ARD-Sendung Fischer Chöre 1988
- Singe wem Gesang gegeben 1989
- Heimatmelodie 1989
- Wir wollen Tore sehn - Die schönsten Lieder der Fußballwelt 1990
- Deutschland, deine Hymnen - Die heimlichen Nationalhymnen der 16 Bundesländer 1991
- Goldene Herzen 1991
- Die Goldene Eins 1991
- Lieder so schön wie Baden-Württemberg - Die schönsten Lieder aus der SAT 1-Sendung Wir in Baden-Württemberg 1991
- Die goldenen Hits der Volksmusik 1992
- Deutschland - Deine Lieder 1992
- In uns'rer Hand liegt uns're Erde 1993
- Straße der Lieder 1993
- Die Zwei von Deizisau: Walter Weitmann und Gotthilf Fischer 1997
- Straße der Lieder 1 1995
- Straße der Lieder - Die Pfalz 1997
- Straße der Lieder - Am Neckar 1997
- Meisterstücke 2002
- Die schönsten Melodien aus "Straße der Lieder" 2002
- Jubiläumsausgabe - 75 Jahre Gotthilf Fischer 2003
- Das Beste von Gotthilf Fischer und seinen Chören aus "Straße der Lieder" 2004